# G+E Getec Holding
Die G+E Getec Holding GmbH ist ein  deutsches Unternehmen für Energiedienstleistungen und Effizienzmaßnahmen für Industrie und Immobilienwirtschaft. Das Unternehmen mit Hauptsitz in Magdeburg beschäftigt über 2400 Mitarbeiter an Standorten in Deutschland und in Europa.
Das Unternehmen bietet Energiedienstleistungen im Contracting zur Verbesserung von Effizienz und Nachhaltigkeit an.

## Geschichte
Im Mai 1993 erfolgte die Gründung der Getec Gesellschaft für Energietechnik und -management durch Karl Gerhold. Ursprünglich lag der Fokus des Energiedienstleisters auf der Immobilienwirtschaft, weitete sich jedoch im Zuge auch der Energiemarktliberalisierung auf die gesamte Bandbreite an Energiedienstleistungen für Industrieunternehmen und Immobilienwirtschaft aus.
Im Jahr 2017 erwarb das schwedische Unternehmen EQT die Mehrheitsanteile an den großen Gesellschaften Getec heat & power GmbH und Getec Wärme & Effizienz GmbH, die jeweils die Kundensegmente Industrie und Immobilienwirtschaft abbilden, sowie verschiedenen weiteren Tochter- und Beteiligungsgesellschaften. Als neue Holdinggesellschaft wurde in dem Zuge die G+E Getec Holding GmbH gegründet, unter deren Dach die Getec-Gesellschaften firmieren. Im Jahr 2018 wurde die strategische Ausrichtung und Positionierung des Unternehmens erneuert und ein neuer Markenauftritt eingeführt.
Im November 2021 veräußerten EQT und die Getec Energie Holding GmbH alle Anteile an Infrastructure Investments Fonds (IIF), ein durch J.P. Morgan Asset Management beratener Investmentfonds, der mit Wirkung zum April 2022 100 Prozent der Anteile an der Getec Holding hält.

## Konzernstruktur
Die Getec Holding GmbH vereint unterschiedliche Energiedienstleistungen für Industrie und Immobilienwirtschaft unter einem Dach. Gesellschafter ist der Infrastructure Investments Funds, ein von J.P. Morgan Asset Management beratener Investmentfonds. Mit der Neuaufstellung der Getec Holding GmbH folgt die Struktur der Group der Fokussierung nach den Hauptkundensegmenten Industrie und Immobilienwirtschaft.

### Geschäftsführung
Die  Geschäftsführung der Getec Holding GmbH besteht aus Pierre-Alain Graf, Markus Hauck und Regina Bertram-Pfister.

### Standorte
Der Hauptstandort mit der Muttergesellschaft Getec Holding GmbH befindet sich in Magdeburg. Getec ist in neun europäischen Ländern an rund 60 Standorten vertreten – neben den Plattform-Standorten in Deutschland, den Niederlanden, der Schweiz und Italien weiterhin auch in Polen, Österreich, Rumänien, Ungarn und Luxemburg.

## Tätigkeit

### Segment Industrie
- Energielösungskonzepte für Industrieunternehmen im Contracting Kraft-Wärme-Kopplung
- Go-Green-Lösungen Industrie
- Energieeffizienzprojekte
- Innovative Sonderlösungen
- Infrastrukturleistungen für Industrieparks
- Energiebeschaffung und -vermarktung
- Waste-to-Value-Lösungen
- Green Steam

### Segment Immobilienwirtschaft
- Energielösungskonzepte für Immobilienwirtschaft im Contracting
- Go Green Lösungen Immobilienwirtschaft
- Strategische Partnerschaften
- Entwicklung smarter Quartiere der Zukunft
- Green Heating
- Nebenkostenoptimierung
- Energiemanagement
- Metering
- Smart Energy Efficiency
- Mieterstrom
- E-Mobility[9]

## Soziales und kulturelles Engagement
Getec unterstützt  den Kunstverein Zinnober e.V. für Menschen mit Behinderung sowie das Kinderhospiz Magdeburg.
Weiterhin ist Getec in der Landeshauptstadt Magdeburg engagiert und unterstützt hier die Lange Nacht der Wissenschaft und verschiedene Aktivitäten des Stadtmarketing.
Seit April 2014 hat die Getec-Kita geöffnet. Die Kindertagesstätte ist ein Gemeinschaftsprojekt der Getec, der Landeshauptstadt Magdeburg und der Johanniter-Unfall-Hilfe e. V.

## Kritik
Das Wärmecontracting, welches Getec durch seine Tochterunternehmen betreibt, wurde 2024 für seine hohen Heizkostennachzahlungen kritisiert.